# Gare de Saint-Germain-au-Mont-d'Or
Pour les articles homonymes, voir Saint-Germain.
La gare de Saint-Germain-au-Mont-d'Or est une gare ferroviaire française des lignes de Paris-Lyon à Marseille-Saint-Charles et du Coteau à Saint-Germain-au-Mont-d'Or, située sur le territoire de la commune de Saint-Germain-au-Mont-d'Or, dans la métropole de Lyon, en région Auvergne-Rhône-Alpes.
C'est une gare voyageurs de la Société nationale des chemins de fer français (SNCF) du réseau TER Auvergne-Rhône-Alpes, desservie par des trains express régionaux.

## Situation ferroviaire
Établie à 183 mètres d'altitude, la gare de bifurcation de Saint-Germain-au-Mont-d'Or est située au point kilométrique (PK) 490,848 de la ligne de Paris-Lyon à Marseille-Saint-Charles, entre les gares ouvertes de Quincieux et d'Albigny - Neuville, et au PK 497,119 de la ligne du Coteau à Saint-Germain-au-Mont-d'Or, après la gare de Chazay - Marcilly.

## Histoire
Lors de sa mise en service en 1854, la gare de Saint-Germain-au-Mont-d'Or n'était qu'une petite gare sur la toute nouvelle ligne de Paris à Lyon. En 1866, le raccordement de la ligne du Coteau à Saint-Germain-au-Mont-d'Or en fit un carrefour important, accueillant les circulations en provenance ou à destination de Nevers, Moulins, et bientôt Clermont-Ferrand, Tours, Nantes et Bordeaux-Saint-Jean. De 1947 à 1952, l'ancienne gare fut démolie et reconstruite 80 mètres plus loin pour permettre la construction de nouvelles voies et l'électrification de la ligne de Paris à Lyon.
Dès 1876, un embryon de gare de triage était installé en bordure de la gare voyageurs. En 1905, Saint-Germain-au-Mont-d'Or fut dotée d'une véritable gare de triage, destinée à gérer le trafic marchandises du nord de l'agglomération lyonnaise. Dans le même temps, le PLM réalisa le quadruplement des voies sur dix kilomètres vers le sud, jusqu'à la halte des Grands-Violets au sud de la gare de Collonges - Fontaines, où les deux nouvelles voies se dirigeaient vers la gare de Lyon-Brotteaux par le tunnel de Caluire, afin de permettre au trafic marchandises de rejoindre le sud de Lyon, sans passer par la gare de Lyon-Perrache, déjà saturée. Progressivement agrandi, ce triage comptait neuf voies de réception et vingt-trois voies de formation en 1935 lors de la constitution de la SNCF, nombres portés respectivement à quatorze et trente-cinq voies en 1953 après l'électrification de l'« artère impériale ».

### Bâtiment voyageurs
Le bâtiment voyageurs d'origine, construit en 1854 selon les plans-types de l'architecte François-Alexis Cendrier comportait, à sa construction, deux ou trois travées. Au cours du XIXe siècle, il fut fortement agrandi, porté à six travées et doté d'extensions.
Démoli peu après la Seconde Guerre mondiale, il fut remplacé par un petit bâtiment de style moderniste, à la façade en pierres et faisant face à un large parvis.

## Fréquentation
De 2015 à 2022, selon les estimations de la SNCF, la fréquentation annuelle de la gare s'élève aux nombres indiqués dans le tableau ci-dessous.
| Année     | 2015    | 2016    | 2017    | 2018    | 2019    | 2020    | 2021    | 2022    |
| --------- | ------- | ------- | ------- | ------- | ------- | ------- | ------- | ------- |
| Voyageurs | 356 255 | 359 983 | 376 630 | 350 384 | 408 397 | 269 883 | 340 945 | 461 731 |

## Service des voyageurs

### Accueil
Gare SNCF, elle dispose d'un bâtiment voyageurs, avec guichet, ouvert du lundi au vendredi et fermé les samedis, dimanches et jours fériés. Elle dispose d'automates pour l'achat de titres de transport TER.

### Desserte
Le trafic voyageurs en transit concerne les liaisons de Lyon (Perrache ou Part-Dieu) de et vers :
- Mâcon, Dijon et Paris-Bercy ;
- Roanne, et au-delà en correspondance vers Clermont-Ferrand, Nevers et Tours.

En outre, par correspondance à Lozanne, un courant de trafic voyageurs intéresse les relations avec Paray-le-Monial et au-delà vers Moulins.
Seules les liaisons TER desservent la gare de Saint-Germain-au-Mont-d'Or. Depuis le 9 décembre 2007, ces services sont cadencés sur une base horaire, et certaines liaisons poursuivent au-delà de Lyon vers Vienne ou Valence. On compte plus de 50 passages avec arrêt dans chaque sens en semaine, et 1 500 voyageurs par jour en moyenne.

### Intermodalité
Un parc pour les vélos et un parking pour les véhicules y sont aménagés. Elle est desservie par les lignes 21 et 96 du réseau des Transports en commun lyonnais (TCL). Elle est desservie depuis le 29 août 2016 par la ligne 3 du réseau Saônibus.

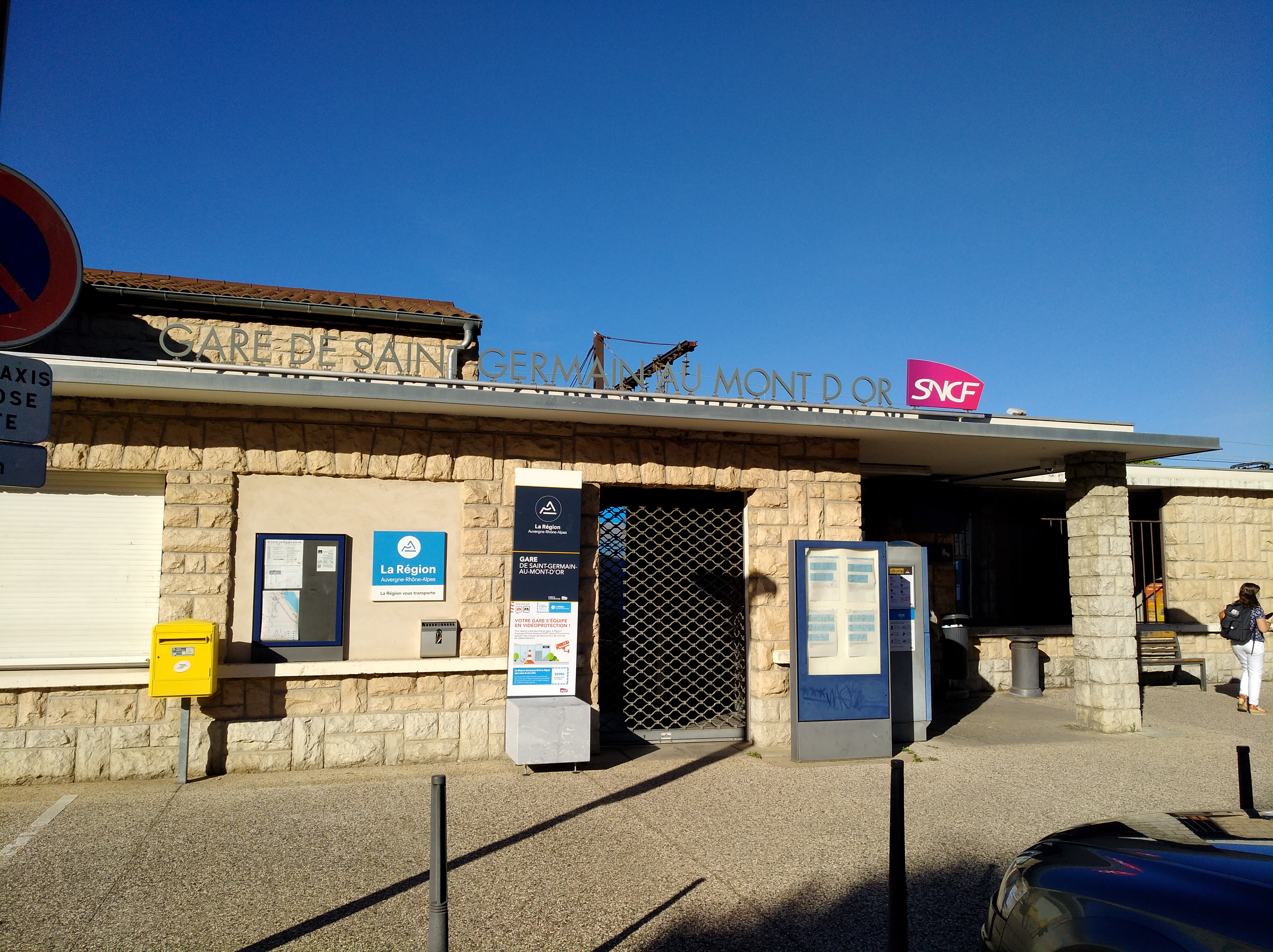
Entrée de la gare.
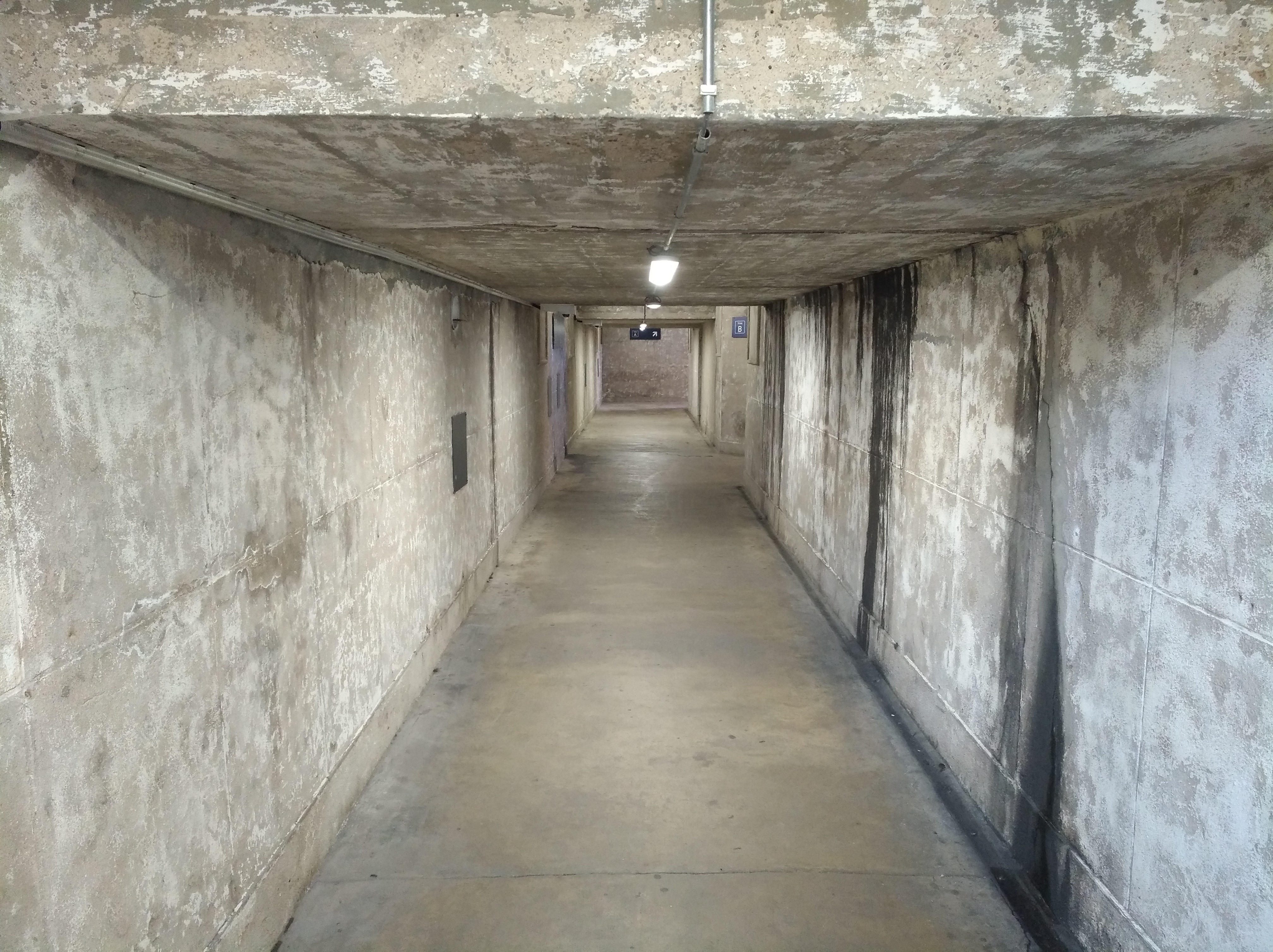
Souterrain.
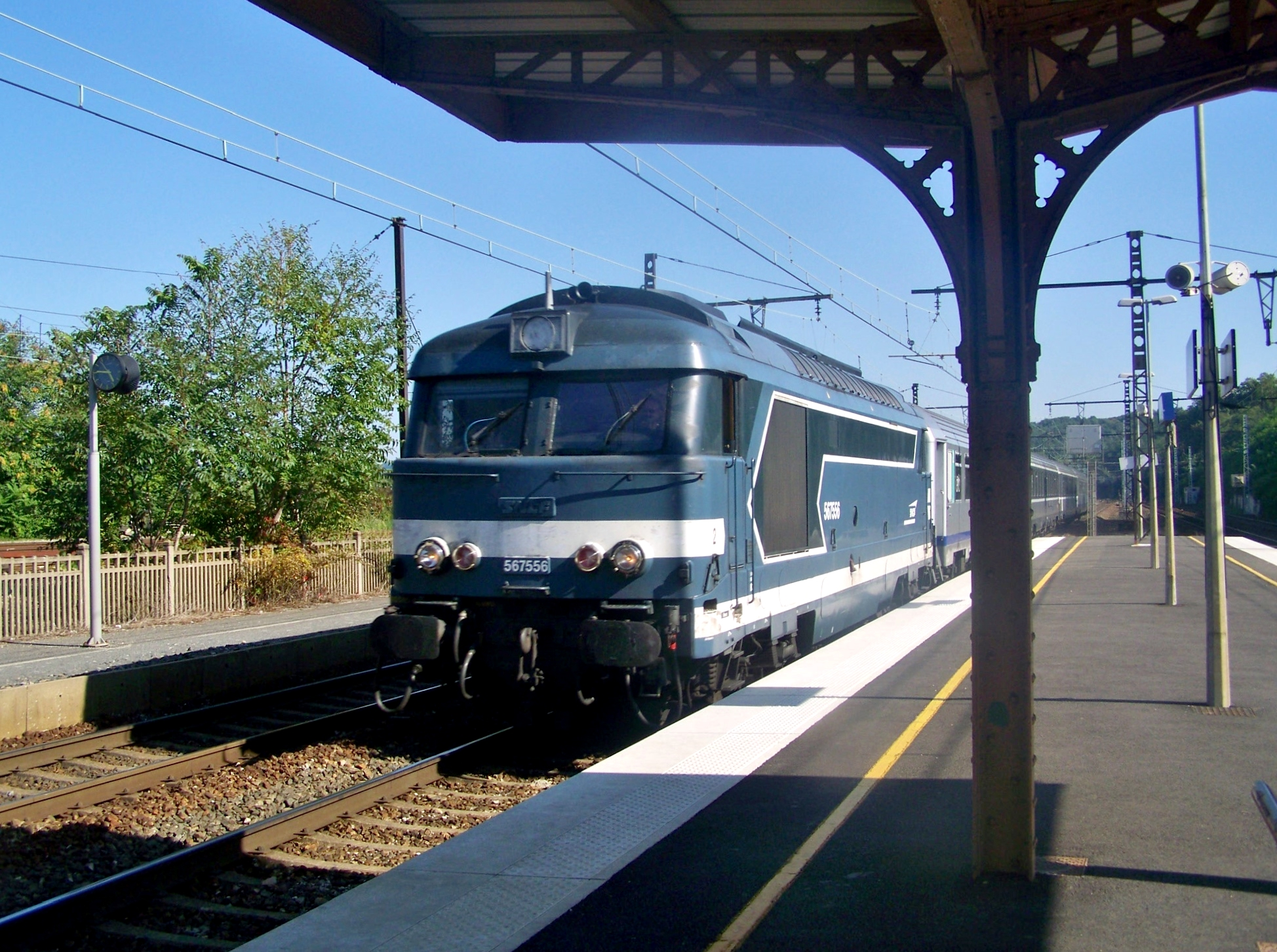
Arrivée d'un train.

## Service des marchandises
Saint-Germain-au-Mont-d'Or est la « gare principale fret » du nord de la région lyonnaise. Elle est ouverte au service du wagon isolé.